# Буцов (Немачка)
Буцов (њем. Butzow) општина је у њемачкој савезној држави Мекленбург-Западна Померанија. Једно је од 89 општинских средишта округа Остфорпомерн. Према процјени из 2010. у општини је живјело 467 становника. Посједује регионалну шифру (AGS) 13059015.

## Географски и демографски подаци
Буцов се налази у савезној држави Мекленбург-Западна Померанија у округу Остфорпомерн. Општина се налази на надморској висини од 4 метра. Површина општине износи 12,8 km². У самом мјесту је, према процјени из 2010. године, живјело 467 становника. Просјечна густина становништва износи 36 становника/km².